# James Fitz-James Stuart, 2. Duke of Berwick

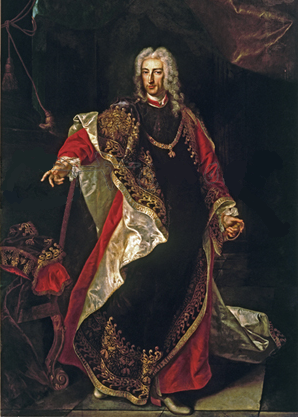

James Francis (Diego Francisco) Fitz-James Stuart, 2. Duke of Berwick, (* 21. Oktober 1696 in Saint-Germain-en-Laye, Frankreich; † 2. Juni 1738 in Neapel, Italien) war ein jakobitischer und spanischer Adeliger aus dem Hause James-Fitz Stuart, einer illegitimen Nebenlinie des Hauses Stuart. Mit dem Tod seines Vaters 1734 in der Schlacht bei Philippsburg bei Karlsruhe erbte er dessen jakobitischen und spanischen Titel. Durch seine spanische Heirat 1716 erwarb er weitere Titel. Sein voller Titel lautete: 2. Duke of Berwick, 2. Earl of Tinmouth, 2. Baron Bosworth, 2. Herzog von Liria und Xerica, spanischer Grande erster Klasse, Ritter des Ordens vom goldenen Vlies, sowie Inhaber verschiedener Herzogtümer.

## Familie
Seine Mutter war Lady Honora Burke (1675–1698), die zweite Tochter des Iren William Burke, 7. Earl of Clanricarde († 1687). Sie war in erster Ehe mit James Sarsfield, 2. Earl of Lucan, dem Sohn des irisch-jakobitischen Adeligen Patrick Sarsfield, 1. Earl of Lucan (1650–1693) verheiratet. Nach der Geburt ihres ersten Kindes von Sarsfield starb er und Honora heiratete am 26. März 1695 in der königlichen Kapelle von Saint-Germain-en-Laye in Frankreich James Fitzjames, 1. Duke of Berwick-upon-Tweed. Honora starb bereits am 16. Januar 1698 in Pézenas im Languedoc, als ihr neugeborenes Kind gerade 18 Monate alt war. Sein ältester Stiefbruder wurde der Begründer der Linie der französischen Herzöge von Fitzjames, deren Linie 1967 ausstarb.

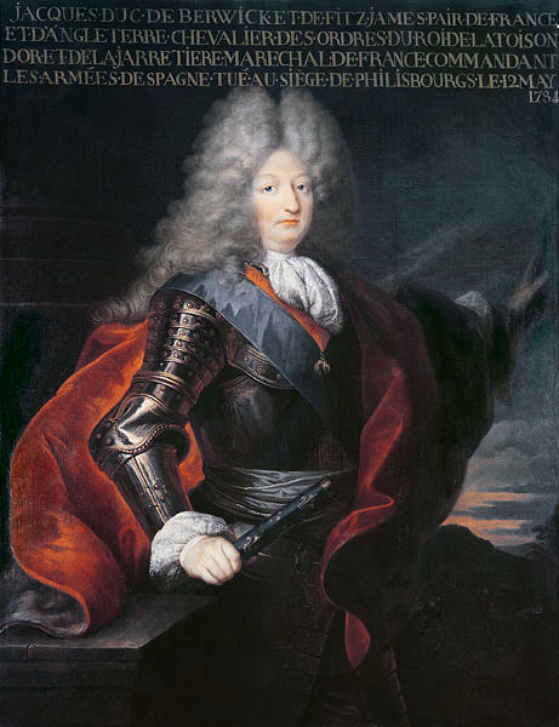
James Fitz-James Stuart, 2. Duke of Berwick von Hyacinthe Rigaud

Am 31. Dezember 1716 wurde der 2. Duke of Berwick zweiter Ehemann der Witwe Catalina Ventura Colón de Portugal y Ayala-Toledo, der 9. Herzogin von Veragua (14. Juli 1690 – 3. Oktober 1739). Catalina Ventura war die posthume Tochter von Pedro Manuel Colon de Portugal y de la Cueva (25. Dezember 1651 – 9. September 1710) und damit die Schwester von Pedro Manuel Nuño Colón de Portugal (17. Oktober 1676 – 4. Juli 1733), des 8. Duke of Veragua und Marquis von Jamaica. 1733 erbte sie den Titel ihres Bruders als Duke of Veragua, nachdem seine beiden Söhne und eine Tochter vor ihm bereits Ende 1714 verstorben waren. Dadurch wurde Fitz-James Stuart auch Herzogsgemahl von Veragua und von la Vega. In Gerichtsstreitigkeiten wurde allerdings teilweise auch die Meinung vertreten, dass viele ihrer Familientitel, darunter das Herzogtum "de la Vega de Santo Domingo" (heute als Dominikanische Republik bekannt) 1787 an die Familie Colón de Larreategui überging.
Ihr zweiter Sohn war James Fitz-James Stuart, 3. Duke of Berwick (28. Dezember 1718 – 30. September, 1785), der 1726 Maria Teresa De Silva y Haro (* nach 1712) heiratete. Von ihren weiteren Kindern erreichten lediglich Pedro Fitz-James Stuart (1720–1790), Ventura oder Buenaventura (1724 – ?) sowie Maria Guadalupe (1725–1744) das Erwachsenenalter.

## Karriere
Der Anglo-Franko-Spanier James Fitz-James Stuart wurde von Elisabeth von Parma zur Erreichung ihrer militärischen Ziele benutzt, indem er sich an den Land- und Seeschlachten zwischen 1717 und 1719 beteiligte, um Neapel von Österreich und Sizilien vom Herzog von Savoyen zu erobern und das Königreich beider Sizilien zu begründen.
Er kämpfte als Colonel der irischen Regimenter Spaniens und Lieutenant General der spanischen königlichen Armee und wurde im Februar 1724 zum Feldmarschall erhoben.
Später diente er von Dezember 1726 bis 1730 als spanischer Botschafter in Russland unter Zar Peter II. und nahm mit sich Ricardo Wall (1694–1777), den späteren Minister der spanischen Regierung. Während seiner Zeit in Russland wurde er am 28. März 1728 zum Ritter des russischen Ordens des Heiligen Andreas, zum Ritter des russischen Ordens des Heiligen Alexander Nevsky und am 3. April 1727 vom Prätendenten James Stuart zum Ritter des Hosenbandordens ernannt. Von 1730 bis 1733 war er Botschafter am kaiserlichen Hof in Wien, von 1733 bis 1738 spanischer Gesandter im Königreich Neapel, wo er im Amt starb. Auf beiden Missionen wurde er von Richard Wall begleitet.